# Vidu Gunaratna
Vidu Gunaratna (* 24. února 1980, Colombo, Srí Lanka) je český kameraman. Narodil se v Colombu na Sri Lance, vystudoval obor kamera na FAMU a v roce 2013 absolvoval filmem Jakuba Šmída Neplavci.

## Životopis
Vidu Gunaratna se narodil 24. února 1980 v Colombu na Srí Lance. V roce 1989 za dramatických okolností[zdroj⁠?!] emigroval s rodinou do Německa. V létě 1990, po Sametové revoluci, se s rodinou přestěhoval do Československa.
Absolvoval katedru kamery FAMU. Byl oceněn děkanem za vynikající studijní výsledky a pečlivost při zpracování uměleckých projektů.[zdroj⁠?!] Koncem roku 2010 se stal členem Asociace Českých kameramanů (AČK).
Během studia nasnímal první český studentský film ve formátu DC4K – Neplavci (režie Jakub Šmíd). V anketě Hospodářských novin Talent roku 2012 byl označen jeho profesorem a kameramanem Jaromírem Šofrem za jednoho z nejtalentovanějších mladých českých kameramanů. Ve stejném roce získali Neplavci Českého lva – Cenu Magnesia za nejlepší studentský film. V roce 2012 začal pedagogicky působit na FAMU při výuce a supervizi natáčení zahraničních studentů.
Hovoří plynně česky, anglicky, německy a domluví se sinhálsky. Je vegetarián a vášnivý fanoušek rockové skupiny SCORPIONS. Žije v Praze.

## Ocenění
- Uznání Jaroslava Kučery – cena Asociace českých kameramanů udílená studentům FAMU (2014)
- Český lev – Cena Magnesia – za nejlepší studentský film (Neplavci, režie Jakub Šmíd) (2012)
- Talent roku – anketa Hospodářských novin, odpovídal kameraman Jaromír Šofr AČK (2011)
- Cena děkana FAMU – za vynikající studijní výsledky (2010)